# Azteca Novelas
Azteca Novelas est une chaîne de télévision payante mexicaine diffusée en Amérique latine.